# Cal Capell (la Baronia de Rialb)
Cal Capell és una casa pairal del nucli de Polig, al municipi de la Baronia de Rialb (Noguera), inclosa en l'Inventari del Patrimoni Arquitectònic de Catalunya.

## Descripció
És una casa pairal que forma part de l'antiga fortalesa de Polig amb accés principal per l'interior del recinte i un altre pels coberts i quadres inferiors. Tots els cèrcols de les cantonades i de les obertures originals són de carreus de pedra, bisellat a les cantonades. Té cellers i baixos amb quadres i coberts annexes i afegits, planta noble, planta de dormitoris i sota coberta. La coberta és a dos vessants de teula àrab amb un ràfec de lloses de pedra, modificat recentment. La porta del recinte té una inscripció lateral amb la data de 1633.